# Juni 1998
Portal Geschichte | Portal Biografien | Aktuelle Ereignisse | Jahreskalender | Tagesartikel

◄ |
19. Jahrhundert |
20. Jahrhundert
| 21. Jahrhundert

◄ |
1960er |
1970er |
1980er |
1990er
| 2000er | 2010er | 2020er | ►

◄ |
1994 |
1995 |
1996 |
1997 |
1998
| 1999 | 2000 | 2001 | 2002 | ►

◄ |
März 1998 |
April 1998 |
Mai 1998 |
Juni 1998 |
Juli 1998 |
August 1998 |
September 1998 |
►
Dieser Artikel behandelt aktuelle Nachrichten und Ereignisse im Juni 1998.

## Tagesgeschehen

### Montag, 1. Juni 1998
- Bern/Schweiz: Der FC Lausanne-Sport gewinnt das Final im Schweizer Cup der Fussballer mit 4:3 im Elfmeterschiessen gegen den FC St. Gallen.[1]

### Mittwoch, 3. Juni 1998

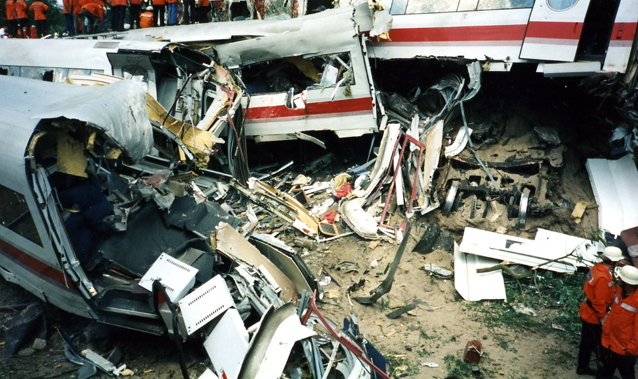
Verunglückter ICE 884

- Ankara/Türkei: Der Ministerpräsident der Türkei Mesut Yılmaz von der Mutterlandspartei (ANAP) kündigt seinen Rücktritt zum Ende des Jahres an. Er wolle Platz für eine Übergangsregierung machen. Der Grund für den Schritt sind Streitigkeiten über Korruption in der Regierungskoalition aus ANAP, Demokratischer Linkspartei und der Partei der demokratischen Gesellschaft.[2]
- Eschede/Deutschland: Eisenbahnunfall von Eschede. Um 10.59 Uhr entgleiste der Intercity-Express 884 „Wilhelm Conrad Röntgen“ bei einer Geschwindigkeit von 200 km/h. Dabei prallt Wagen 3 quer gegen die Pfeiler einer Straßenüberführung und weitere Wagen prallen anschließend von hinten auf Wagen 3. Durch den Unfall verlieren 101 Menschen ihr Leben und 88 weitere werden schwer verletzt.[3]
- Lübeck/Deutschland: Die Staatsanwaltschaft beendet ihre Ermittlungen zur Klärung der Todesumstände des ehemaligen schleswig-holsteinischen Ministerpräsidenten Uwe Barschel (CDU), der 1987 in einer Badewanne tot aufgefunden wurde. Die Ermittler können nicht feststellen, ob ein Mord verübt wurde oder ob der Politiker Selbstmord beging.[4]

### Freitag, 5. Juni 1998
- Bonn/Deutschland: Der Bundestag beschließt die Errichtung einer Stiftung zur Aufarbeitung der Diktatur der Sozialistischen Einheitspartei Deutschlands zwischen 1946 und 1989.[5]

### Samstag, 6. Juni 1998
- Berlin/Deutschland: Bei der Verleihung des Deutschen Filmpreises wird der Film Comedian Harmonists von Regisseur Joseph Vilsmaier mit dem Filmband in Gold ausgezeichnet.[6]

### Sonntag, 7. Juni 1998

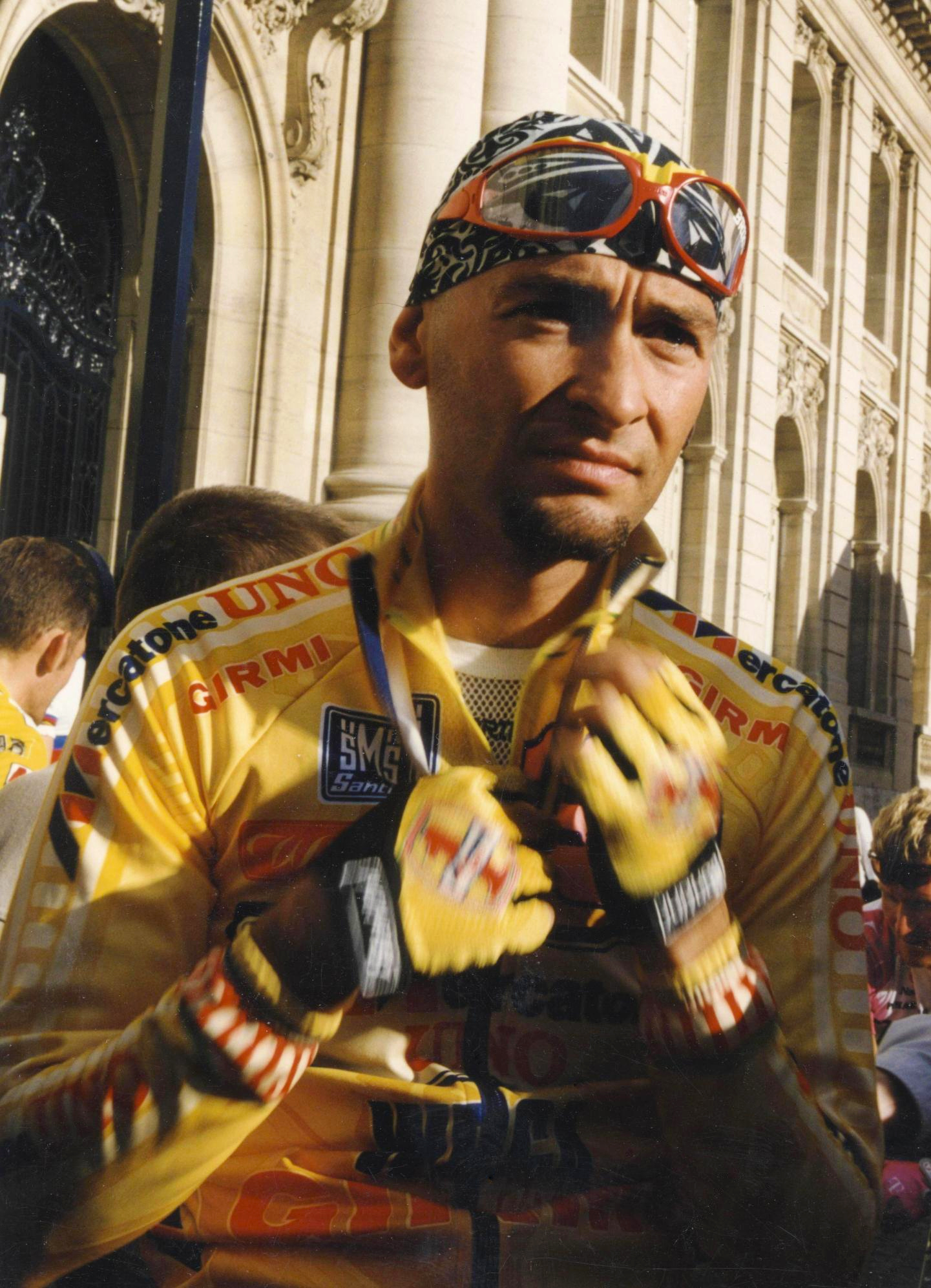
Marco Pantani

- Bern/Schweiz: Die Teilnehmer an der heutigen Volksabstimmung nehmen die Vorlage des Bunds über Massnahmen zum Haushaltausgleich an und lehnen zwei Volksinitiativen ab. Die eine Initiative stellte sich gegen gentechnisch veränderte Erzeugnisse und die andere warb für eine „Schweiz ohne Schnüffelpolizei“ in Erinnerung an den Fichenskandal von 1989, der das große Ausmaß der Datenspeicherung im Dienst des Staatsschutzes offenbarte.[7][8]
- Mailand/Italien: Der Gesamtsieg bei der 81. Ausgabe des Rad-Etappenrennens Giro d’Italia geht an den Italiener Marco Pantani. Es ist sein erster Gesamtsieg bei dieser Rundfahrt und der 56. eines Italieners.[9]
- New York/Vereinigte Staaten: Bei der 52. Verleihung des Tony Awards werden Marie Mullen und Anthony LaPaglia jeweils für die beste Leistung in einer Hauptrolle in einem Theaterstück ausgezeichnet.[10]

### Montag, 8. Juni 1998
- Paris/Frankreich: Auf dem 51. Kongress des Weltfußballverbands FIFA wird der Schweizer Sepp Blatter zum neuen Präsidenten der Organisation gewählt. Der europäische Fußballverband UEFA warb bis zur Abstimmung für den Schweden Lennart Johansson und wurde von den Mitgliedsverbänden aus ärmeren Weltregionen überstimmt.[11][12]

### Mittwoch, 10. Juni 1998

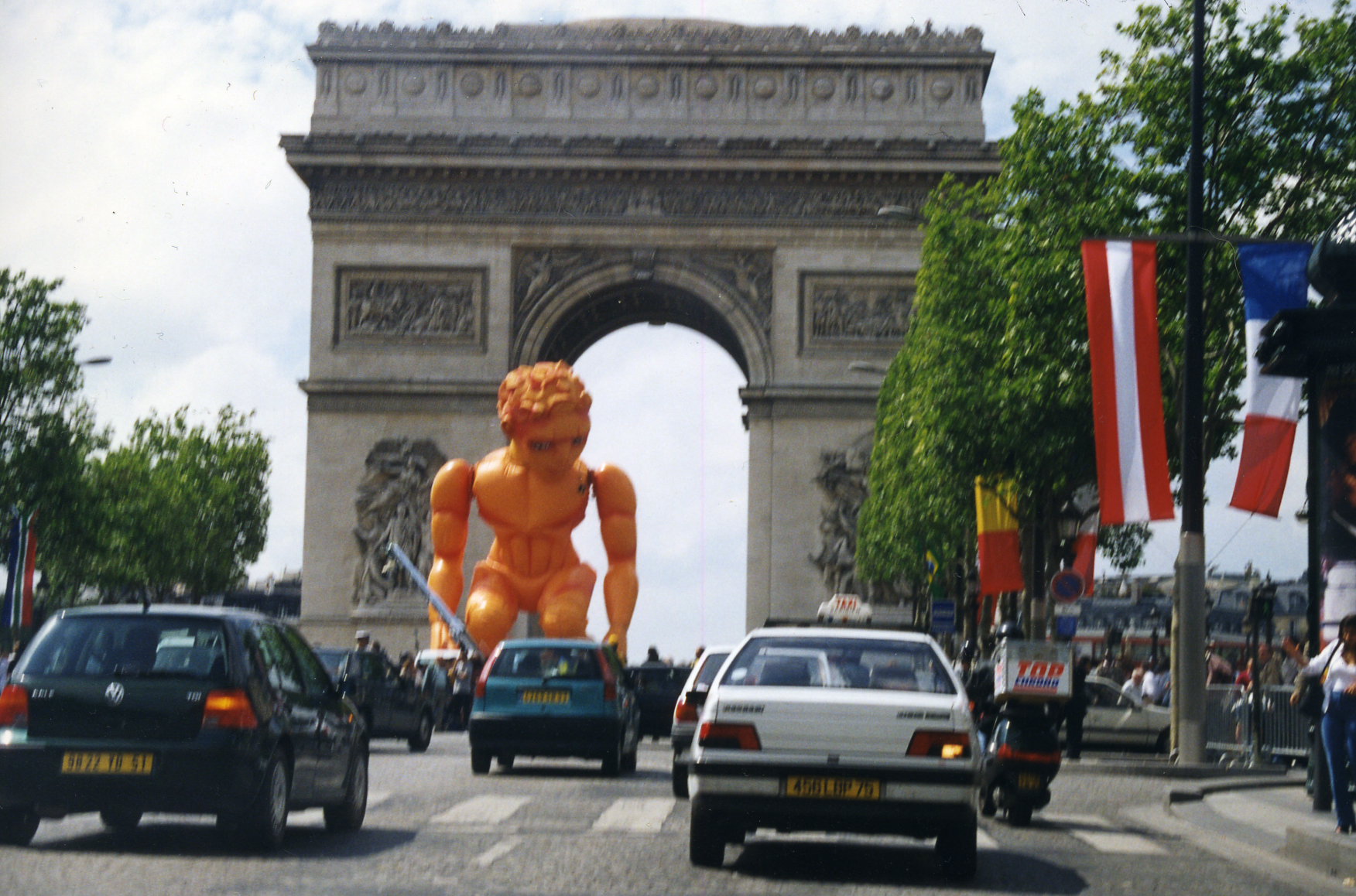
Kunstprojekt in Paris zur Fußball-Weltmeisterschaft

- Mainz/Deutschland: Der 93. Katholikentag unter dem Motto „Gebt Zeugnis von eurer Hoffnung“ beginnt.[13]
- Saint-Denis/Frankreich: Im neuerbauten Stade de France bei Paris eröffnen die Nationalmannschaften von Brasilien und Schottland die 16. Fußball-Weltmeisterschaft. Das Spiel endet mit einem 2:1-Sieg der Brasilianer.[14]

### Freitag, 12. Juni 1998
- Nürnberg/Deutschland: Die Bundesanstalt für Arbeit meldet für das Jahr 1997 die höchste Quote an Arbeitslosen seit Beginn der entsprechenden Erhebungen in der Bundesrepublik im Jahr 1951, damals noch ohne das Saarland und ohne das Beitrittsgebiet vom 3. Oktober 1990. Im bisherigen Rekordjahr 1996 waren 11,5 % der erwerbsfähigen Bevölkerung arbeitssuchend und 1997 waren es 12,7 %. Für das Beitrittsgebiet wurde für 1997 ein Wert von 19,1 % ermittelt und damit der höchste seit Beginn der entsprechenden Erhebungen im Jahr 1991.[15]

### Montag, 15. Juni 1998
- Balkanhalbinsel: Im Luftraum in den Grenzregionen der Bundesrepublik Jugoslawien mit Albanien und der Republik Mazedonien beginnt die NATO-Operation „Determined Falcon“ (deutsch „Entschlossener Falke“) mit 85 Kampfflugzeugen aus den Vereinigten Staaten und zwölf weiteren Ländern. Mit den Patrouillenflügen will die NATO Jugoslawien vor einem Eindringen in den Luftraum seiner südlichen Nachbarländer warnen.[16]

### Dienstag, 16. Juni 1998
- Panmunjeom/Korea: Auf Lkw der Hyundai Motor Company erreichen 500 so genannte „Wiedervereinigungskühe“ die demilitarisierte Zone zwischen Nord- und Südkorea. Der Gründer der südkoreanischen Hyundai-Gruppe Chung Ju-yung schenkt die Kühe den Menschen in Nordkorea. Weitere 501 Exemplare sollen folgen.[17]
- Washington, D.C./Vereinigte Staaten: Der Stanley Cup der nordamerikanischen Eishockey-Profiliga NHL geht wie im Vorjahr an die Detroit Red Wings, die das vierte und entscheidende Spiel der Finalserie gegen die Washington Capitals mit 4:1 für sich entscheiden.[18]

### Mittwoch, 17. Juni 1998

EuroSpeedway Lausitz

- Klettwitz/Deutschland: Im südlichen Brandenburg beginnen die Bauarbeiten für den EuroSpeedway Lausitz. Geplant ist ein 3,256 km langes Hochgeschwindigkeitsoval für den Motorsport.[19]

### Samstag, 20. Juni 1998

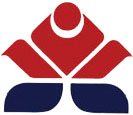
Logo der Sozialdemokratischen Partei in Tschechien

- Prag/Tschechische Republik: Die Demokratische Bürgerpartei (ODS) des ehemaligen Ministerpräsidenten Václav Klaus verliert bei der vorgezogenen Neuwahl zum Abgeordnetenhaus ihre relative Sitzmehrheit an die Sozialdemokratische Partei (ČSSD). Der Vorsprung der ČSSD auf die innerlich zerstrittene ODS beträgt elf Mandate.[20]

### Sonntag, 21. Juni 1998
- Lens/Frankreich: Vor dem Spiel der deutschen Mannschaft gegen Jugoslawien bei der 16. Fußball-Weltmeisterschaft treten sechs deutsche Hooligans auf den Polizisten Daniel Nivel ein, der dabei lebenslang nachwirkende Gesundheitsschäden erleidet.[21]

### Donnerstag, 25. Juni 1998
- Belfast/Vereinigtes Königreich: Bei der zum ersten Mal abgehaltenen Wahl zur Nordirland-Versammlung wird die gemäßigte Social Democratic and Labour Party mit 22,0 % der Stimmen stärkste Kraft vor der Ulster Unionist Party mit 21,3 %. Die beiden als radikal geltenden Parteien Democratic Unionist Party und Sinn Féin bleiben jeweils unter 20 %.[22]

### Freitag, 26. Juni 1998
- Bern/Schweiz: Die Bundesversammlung beschließt das Asylgesetz. Es handelt sich um eine Totalrevision der seit 1981 geltenden Regelungen. Das neue Gesetz schreibt vorübergehenden Schutz vor, wenn in den Herkunftsländern der Asylsuchenden „Situationen allgemeiner Gewalt“ vorherrschen. Ein dauerhafter Schutz ist Flüchtlingen zu gewähren. Als Flüchtlinge gelten u. a. Menschen, die in dem Land, das sie verließen, wegen ihrer „Rasse, Religion, Nationalität, Zugehörigkeit zu einer bestimmten sozialen Gruppe oder wegen ihrer politischen Anschauungen“ Nachteile erleiden.[23]

### Samstag, 27. Juni 1998
- Klagenfurt/Österreich: Die deutsche Schriftstellerin Sibylle Lewitscharoff gewinnt mit einem Text über einen Mann namens Pong den Ingeborg-Bachmann-Preis 1998.[24][25]

### Sonntag, 28. Juni 1998

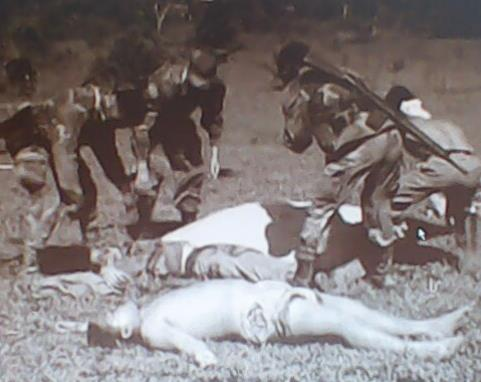
Im September 1996 kam es im Konflikt in Kolumbien zu einem Massaker mit 43 Toten

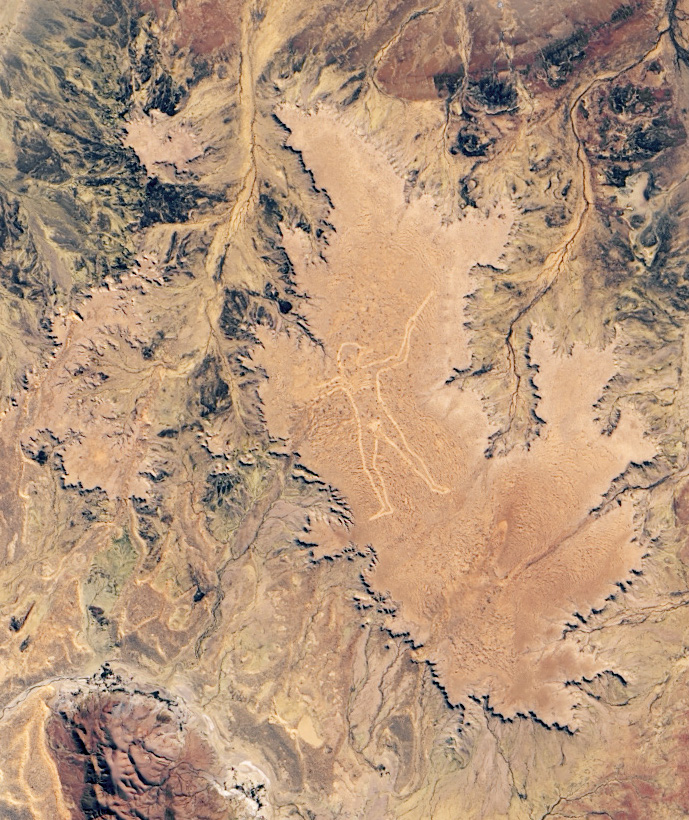
Erdzeichnung in Südaustralien

- Mainz/Deutschland: Auf Einladung der Deutschen Bischofskonferenz treffen sich Vertreter der seit 1964 aktiven kolumbianischen Guerillabewegung Nationale Befreiungsarmee (ELN) mit Abgesandten des Nationalen Friedensrats, dem führende Personen des öffentlichen Lebens in Kolumbien angehören. In einer gemeinsamen Erklärung unterstützt der Rat den ELN-Vorschlag, einen Nationalkonvent zur Befriedung des Landes einzurichten. Der bewaffnete Konflikt in Kolumbien forderte in 34 Jahren etwa 200.000 Menschenleben.[26]
- Südaustralien/Australien: Ein Flugzeug-Pilot entdeckt in der Nähe des Lake Eyre eine der Wissenschaft bisher unbekannte Erdzeichnung in der Form eines Mannes. Die Gesamtlänge der gezeichneten äußeren Linien beträgt circa 28 km.[27]

## Weblinks

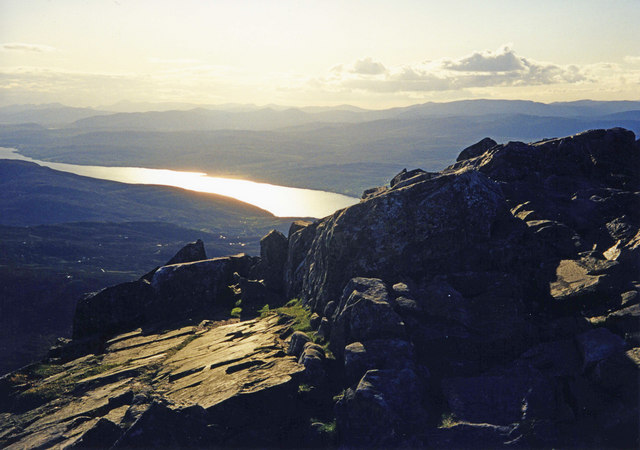
Schottland im Juni 1998